# История Либерии
В Средние века на территории нынешней Либерии жили племена нигеро-конголезской группы (манде, ква и др.). Эти племена вели натуральное хозяйство в условиях первобытно-общинного строя.

## Поселенцы из Америки

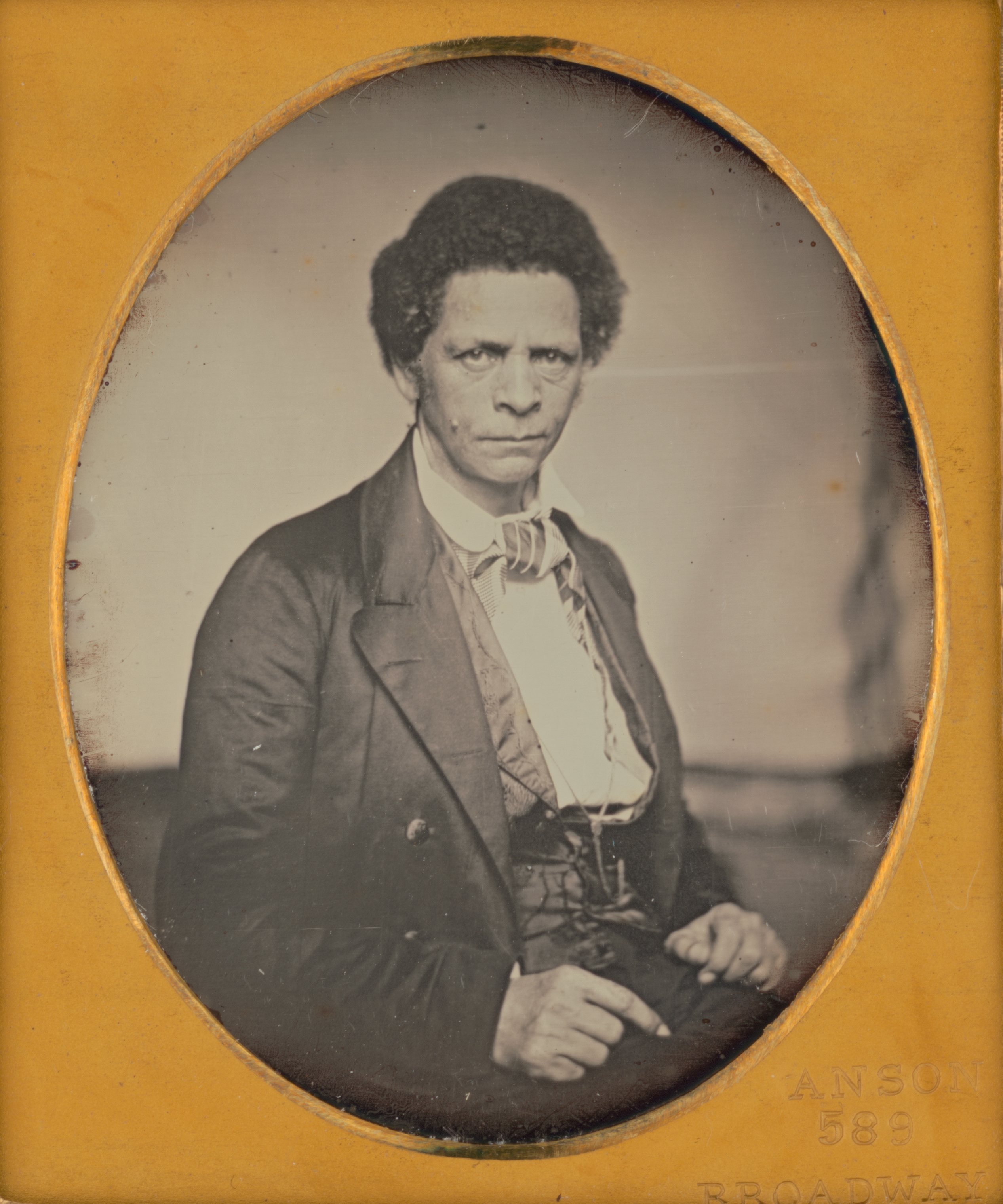
Джозеф Дженкинс Робертс, первый президент Либерии

История Либерии как политической единицы начинается с прибытия первых чёрных американских поселенцев — америко-либерийцев, как они себя называли, в Африку — на побережье которой они в 1822 году основали колонию «свободных цветных людей» (free men of color) под покровительством Американского колонизационного общества. По соглашению с вождями местных племён переселенцы приобрели территории площадью более 13 тыс. км² — за товары общей стоимостью 50 американских долларов.
В 1824 эта колония получила название Либерия, была принята её конституция. К 1828 переселенцы захватили всё побережье современной Либерии (протяжённостью около 500 км), а затем также заняли части побережья современных Сьерра-Леоне и Кот-д’Ивуара.
26 июля 1847 года американские поселенцы провозгласили независимость Республики Либерия. Поселенцы воспринимали континент, с которого их предков забрали в рабство, как «землю обетованную», однако не стремились приобщаться к африканскому сообществу. Прибыв в Африку, они называли себя американцами и, как коренными жителями, так и британскими колониальными властями соседней Сьерра-Леоне, считались именно американцами. Символы их государства (флаг, девиз и печать), а также избранная форма правления отражали американское прошлое америко-либерийцев.
Религия, обычаи и социокультурные стандарты америко-либерийцев базировались на традициях довоенного американского Юга. Взаимное недоверие и вражда между «американцами» с побережья и «коренными» из глубинки порождали продолжавшиеся на протяжении всей истории страны попытки (довольно успешные) америко-либерийского меньшинства доминировать над местными неграми, которых они считали варварами и людьми низшего сорта.
Основание Либерии спонсировалось частными американскими группами, главным образом Американским колонизационным обществом, однако страна получала неофициальную поддержку от правительства США. В 1857 году Либерия насильственно присоединила соседнюю Республику Мэриленд. Правительство Либерии было смоделированно по подобию американского, и было демократическим по структуре, но не всегда по сути. Признание Либерии США состоялось лишь в 1862. После 1877 года Партия истинных вигов монополизировала власть в стране, и все важные должности принадлежали членам этой партии.
Три проблемы, возникшие перед властями Либерии — территориальные конфликты с соседними колониальными державами, Британией и Францией, военные действия между поселенцами и местными жителями и угроза финансовой несостоятельности ставили под сомнение суверенитет страны. Либерия сохранила свою независимость во время колониального раздела Африки, но потеряла в конце 19-го — начале 20-го веков значительную часть захваченной ею ранее территории, которая была аннексирована Британией и Францией. В 1911 границы Либерии с британскими и французскими колониями были официально установлены по рекам Мано и Кавалли. Экономическое развитие в конце 19-го века сдерживалось из-за отсутствия рынков сбыта для либерийских товаров и долговыми обязательствами по целому ряду займов, уплата по которым истощала экономику.
Либерия вступила в Первую мировую войну на стороне Антанты, её столица подверглась бомбардировке немецкой подводной лодки, а также небольшое количество либерийских военнослужащих служило во Франции, хотя и не участвовало в боях. Хотя Первая мировая война ввергла Либерию в серьезный экономический кризис, она позволила республике укрепиться и усилить контроль над коренным населением с помощью пограничных сил и помощи США, а также некоторых европейских держав. Благодаря участию в войне и в Парижской мирной конференции 1919 года Либерия превратилась из относительно малоизвестной страны в международно значимую, приобрела определённый национальный и международный престиж и стала символом гордости африканских колоний. Не исключено, что именно вступление в Первую мировую войну обеспечило Либерии политическую независимость на межвоенный период.

## Значимые события середины XX века
В 1926 году американские корпорации предоставили Либерии крупный кредит в 5 млн долларов.
В 1930-х годах Либерию обвиняли в соучастии торговле рабами, как таковое рассматривалось позволение вербовать рабочую силу на территории Либерии для плантаций в Экваториальной Гвинее и Габоне; завербовавшиеся работники подвергались жестокому обращению и находились практически на правах рабов. Тогдашний президент Чарльз Кинг вынужден был уйти в отставку, и Великобритания даже ставила вопрос об установлении опеки над Либерией. Комиссия Лиги Наций подтвердила основные пункты обвинений.
После начала второй мировой войны Либерия опять провозгласила нейтралитет, но её территория использовалась для переброски американских войск в Северную Африку. 26 января 1944 года Либерия официально объявила войну Германии и Японии. Около 4 тыс либерийских солдат и офицеров воевали в 1944–1945 гг. во Франции, Бельгии, Голландии и Люксембурге. После второй мировой войны США предоставляли кредиты Либерии, и вскоре Либерия стала крупным экспортёром каучука и железной руды. В 1971 году пробывший на этом посту пять сроков с 1944 года президент Уильям Табмен умер, его место занял до того пробывший в статусе вице-президента 19 лет Уильям Толберт. Продолжая внутреннюю политику своего предшественника, Толберт поддерживал тесные связи с США, но в то же время стремился повысить роль Либерии в африканских делах, выступал против апартеида и улучшая отношения с социалистическими странами. Его экономические реформы привели к некоторым позитивным последствиям, однако коррупция и неэффективное управление нивелировали их. В 1970-е годы сложилась политическая оппозиция Толберту, а ухудшение экономического положения влекло повышение социальной напряжённости. Росли цены, и это привело к многочисленным «рисовым бунтам», самый крупный произошёл в апреле 1979 года, и тогда Толберт приказал открыть огонь по взбунтовавшейся толпе, что в итоге привело к массовым беспорядкам и всеобщей забастовке.

## Переворот Сэмюэла Доу 1980 года
12 апреля 1980 года в Либерии произошёл переворот. Толберт был убит, его соратники казнены, страну возглавил сержант Сэмюэл Доу, представитель племени кран, присвоивший себе генеральское звание. Если сперва смена власти была воспринята гражданами позитивно, то затем постоянные усилия Доу по укреплению своей власти и продолжающийся экономический спад повлекли падение его популярности и целую серию неудачных военных переворотов. В 1985 году Либерия вернулась к гражданскому правлению, на выборах победил Доу, который перед этим приписал себе один год, чтобы соответствовать заявленному минимальному возрасту президента 35 лет, и проведший широкие подтасовки; по независимым опросам, победил кандидат от оппозиции, получивший около 80 % голосов.

## Гражданские войны 1989—2003 годов

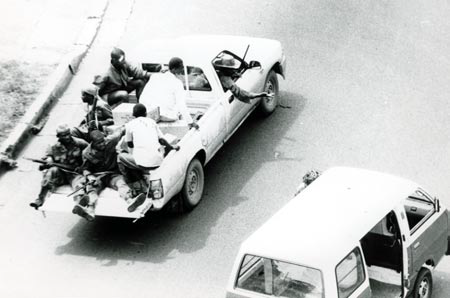
Боевики ННПФЛ Принца Джонсона в Монровии, 1990 год

В 1989 году в стране началась гражданская война. Силы Национального патриотического фронта Либерии во главе с Чарльзом Тейлором, бежавшим до этого из тюрьмы США, перешли границу из Кот-д’Ивуара и за полтора года боевых действий захватили 90 % территории страны. От него откололась группировка во главе с Принцем Джонсоном, воевавшая и против правительственных войск, и против Тейлора. Экономическое сообщество западноафриканских стран направило в Либерию контингент в 3 тысячи человек. Доу был похищен людьми Джонсона, а затем зверски убит — ему сломали руки, ампутировали ноги, кастрировали, отрезали ухо и заставили его съесть, а потом убили.
В начале 1990-х в стране происходил крупномасштабный конфликт, в котором участвовали несколько фракций, разделившихся по этническому принципу. В конфликт были вовлечены соседние государства, по разным причинам поддерживавшие различные группы; в частности, на первом этапе войны Тейлора поддерживали из числа стран региона Буркина-Фасо и Кот-д’Ивуар, а из государств, расположенных на значительном удалении от театра военных действий, Того и Ливия. Как следствие, страны-оппоненты указанных государств поддерживали противников Тейлора. Для соседней Сьерра-Леоне это имело результатом начало гражданской войны на её территории, к чему Тейлор приложил значительные усилия, де факто став отцом-основателем Объединённого революционного фронта. Военные действия велись с большой жестокостью, в массовом порядке применялись пытки. По самым скромным подсчётам, война повлекла переход более чем полумиллиона беженцев в соседние страны. Итогом первого раунда стало подписание мирного соглашения и выборы президента в 1997 году, которые выиграл Тейлор. Мировое сообщество предпочло проигнорировать произведённые на выборах подтасовки и массированное насилие по отношению к оппозиции.
Чарльз Тейлор укрепил свою власть, в основном путём чистки сил безопасности противников, убийств оппозиционных деятелей и создания новых военизированных формирований, верных только ему или самым верным его офицерам. Тем не менее, у него всё ещё оставалось несколько противников, в основном бывших полевых командиров первой гражданской войны в Либерии, сохранивших часть своих сил, для защиты себя от Тейлора. Самым важным его противником был Рузвельт Джонсон, лидер народности кран и бывший командир Объединённого освободительного движения Либерии за демократию (ULIMO). После нескольких вооружённых стычек почти все подчинённые Джонсона были в конце концов убиты силами безопасности президента Тейлора в результате крупной перестрелки в сентябре 1998 года, хотя сам Джонсон сумел бежать в посольство США. После попытки военизированных формирований Тейлора убить его там, вызвав тем самым крупный дипломатический инцидент, Джонсон был эвакуирован в Гану.
В первой половине 1999 года вооружённые повстанческие группировки начали вторжение на территорию страны из соседней Гвинеи. Гвинея активно поддерживала эти группировки, став главным источником военной и финансовой помощи повстанцам. К июлю 2000 года эти группы образовали группировку «Объединённые либерийцы за примирение и демократию» (LURD)) во главе с Секу Коннех. Против повстанцев Тейлор привлёк некоторое число иррегулярных войск (в основном бывших членов своей группировки «Национальный патриотический фронт Либерии», армию и специализированные подразделения (Антитеррористическая группа).
В 2002 году Лейма Гбови организовала массовое движение либерийских женщин за мир (англ.). Оно началось с небольшой группы женщин, молящихся и поющих на рыбном рынке. Со временем в движение вовлекалось всё больше христианок и мусульманок Монровии. Под руководством Гбови движению удалось добиться встречи с Тейлором и добиться от него обещания присутствовать на мирных переговорах в Гане.

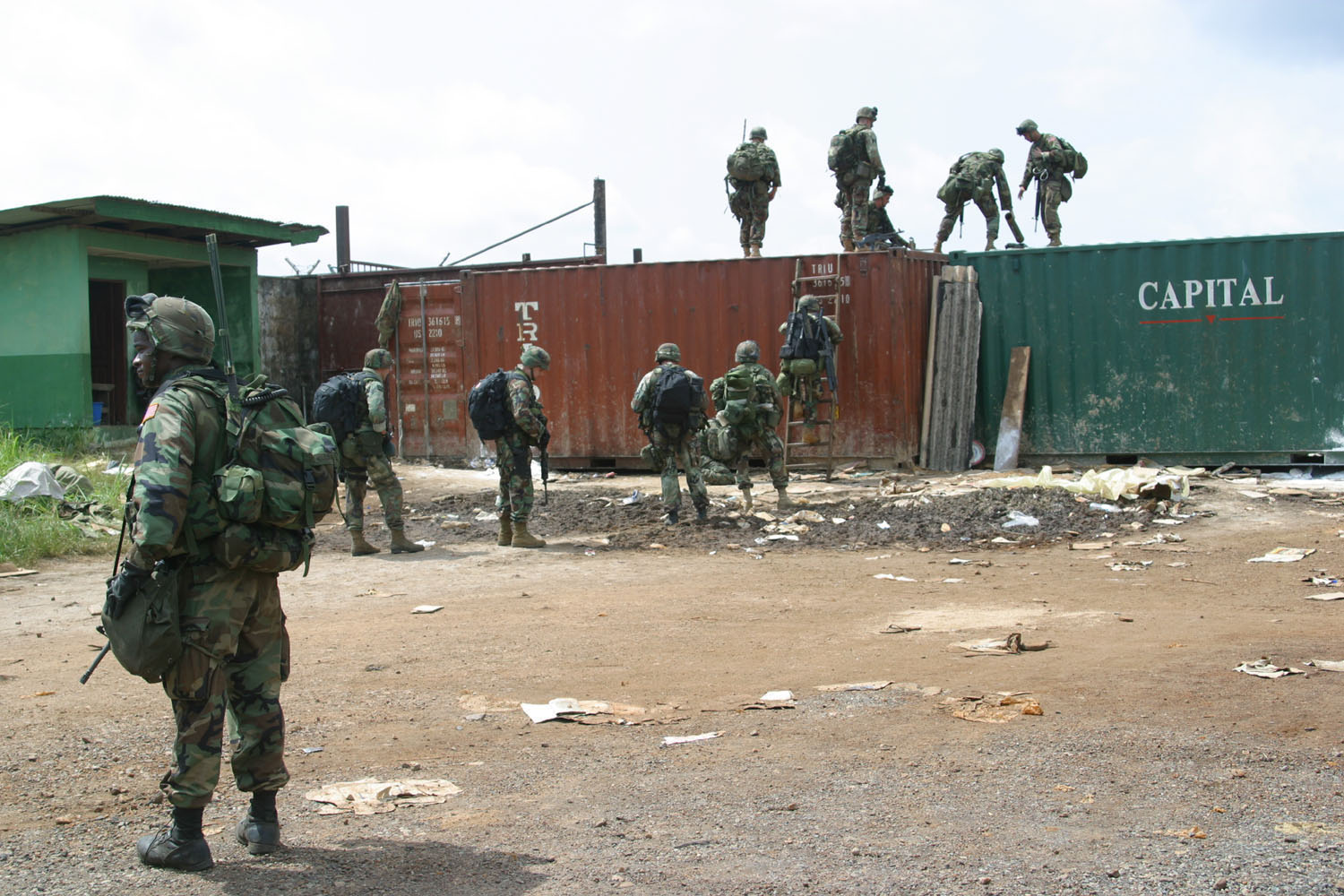
Морские пехотинцы США, высадившиеся в порту Монровии на острове Бушрод 15 августа 2003 года

29 июля 2003 г. LURD объявило о прекращении огня. В это же время под эгидой ЭКОВАС в страну были введены нигерийские миротворцы. 10 августа 2003 года президент Тейлор обратился по радио к согражданам, закончив речь словами: «Даст Бог, я ещё вернусь». 11 августа накануне подписания мирного соглашения Тейлор вышел в отставку и бежал в Нигерию, где ему предоставили политическое убежище.
14 августа повстанцы сняли осаду Монровии. В период осады столицы с 18 июля по 14 августа было убито около 1000 человек. 200 американских военнослужащих высадились в столице для поддержки нигерийских миротворцев и наведения послевоенного порядка. 14 октября 2003 года было создано Временное правительство, которое контролировало лишь 20 % территории страны.

## Переходное правительство и выборы

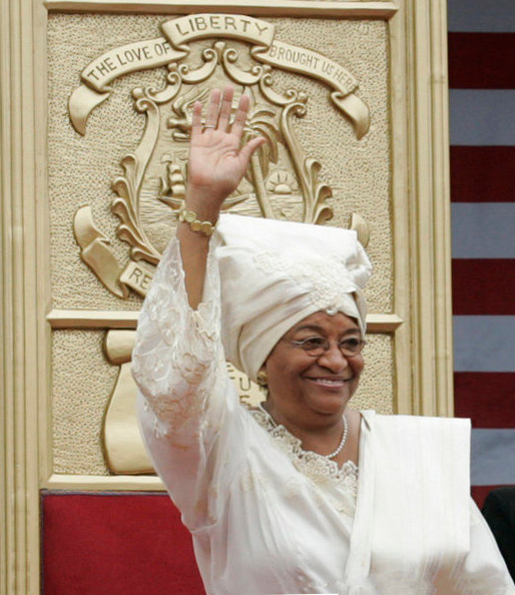
Элен Джонсон-Серлиф

На президентских выборах, прошедших в 2005 году, фаворитом считался известный футболист Джордж Веа, выигравший первый раунд с незначительным перевесом, однако победу во втором раунде одержала выпускница Гарварда, бывший сотрудник Всемирного банка и многих других международных финансовых институтов, министр финансов правительства Чарльза Тейлора Элен Джонсон-Серлиф.